# Обор
Оборът или подникът е заградено място със селскостопанска постройка или навес за отглеждане на едър и дребен рогат добитък.
Може да включва отделени сектори или помещения с няколко предназначения:
- помещение за подслон на добитъка – основно
- склад за фураж (плевник)
- общ склад
- помещение за работниците и др.

Според вида на отглежданите животни оборът се нарича още:
- конюшня – за коне
- краварник – за говеда
- овчарник – за овце
- кошара – за кози и овце
- плевня – склад за фураж